# Мечеть Сорок Татар
Мечеть Сорок Татар – татарская мечеть в Вильнюсском районе, в деревне Сорок Татар, в 2.6 км к юго-западу от центра посёлка Пагиряй. Мечеть с 1996 года является недвижимым объектом культурного наследия. Рядом с мечетью установлен памятный камень в честь 600-летия татарского поселения в Литве.

## История
Считается, что первая мечеть была построена на этом месте во времена Витовта. Это единственная из всех известных татарских мечетей Литвы, в которой нет михраба. Нынешняя мечеть была построена в 1815 году и отремонтирована в 1993 году  .
Внутри и вокруг мечети есть несколько татарских кладбищ. Считается, что старое кладбище посвящено основанию села, возможно, оно находилось здесь в XIV-XVII веках. На других кладбищах самые старые могилы датируются XVII веком.

## Архитектура
Мечеть имеет стены из деревянных брёвен, укреплённых вертикальными деревянными скобами, покрытыми вертикальными деревянными досками с рейками. Здание прямоугольное в плане, с четырёхскатной жестяной крышей. На вершине крыши находится небольшой минарет. Он восьмиугольной формы, имеет форму луковицы, с застеклёнными окнами и вершиной, увенчанной полумесяцем. На задней стене (она обращена к Мекке) михраба нет. На парадном фасаде имеется одно закрытое крыльцо, поскольку перед реставрацией два отдельных крыльца были снесены и перестроены в одно общее.

## Галерея

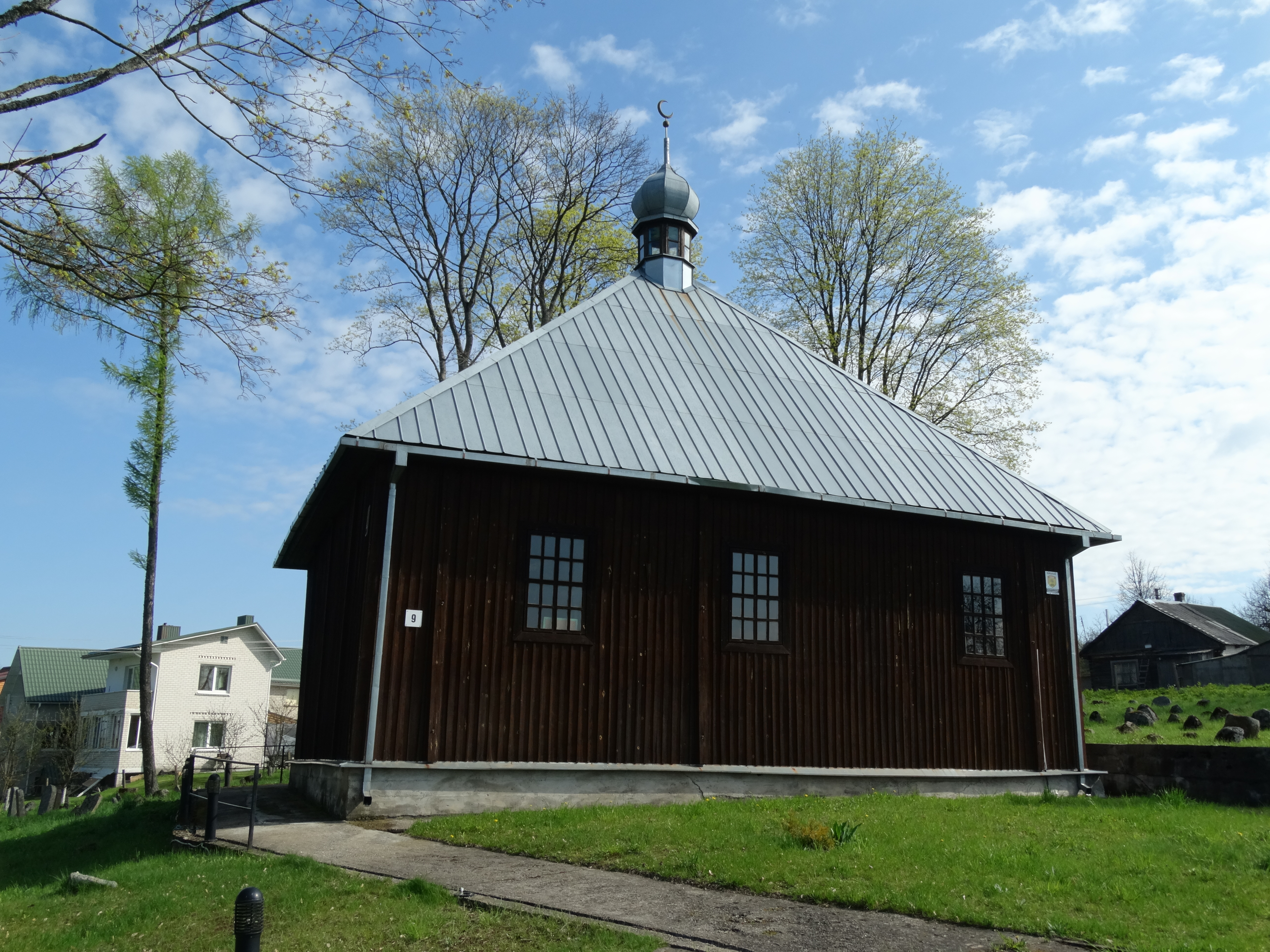
Мечеть в 2016 году
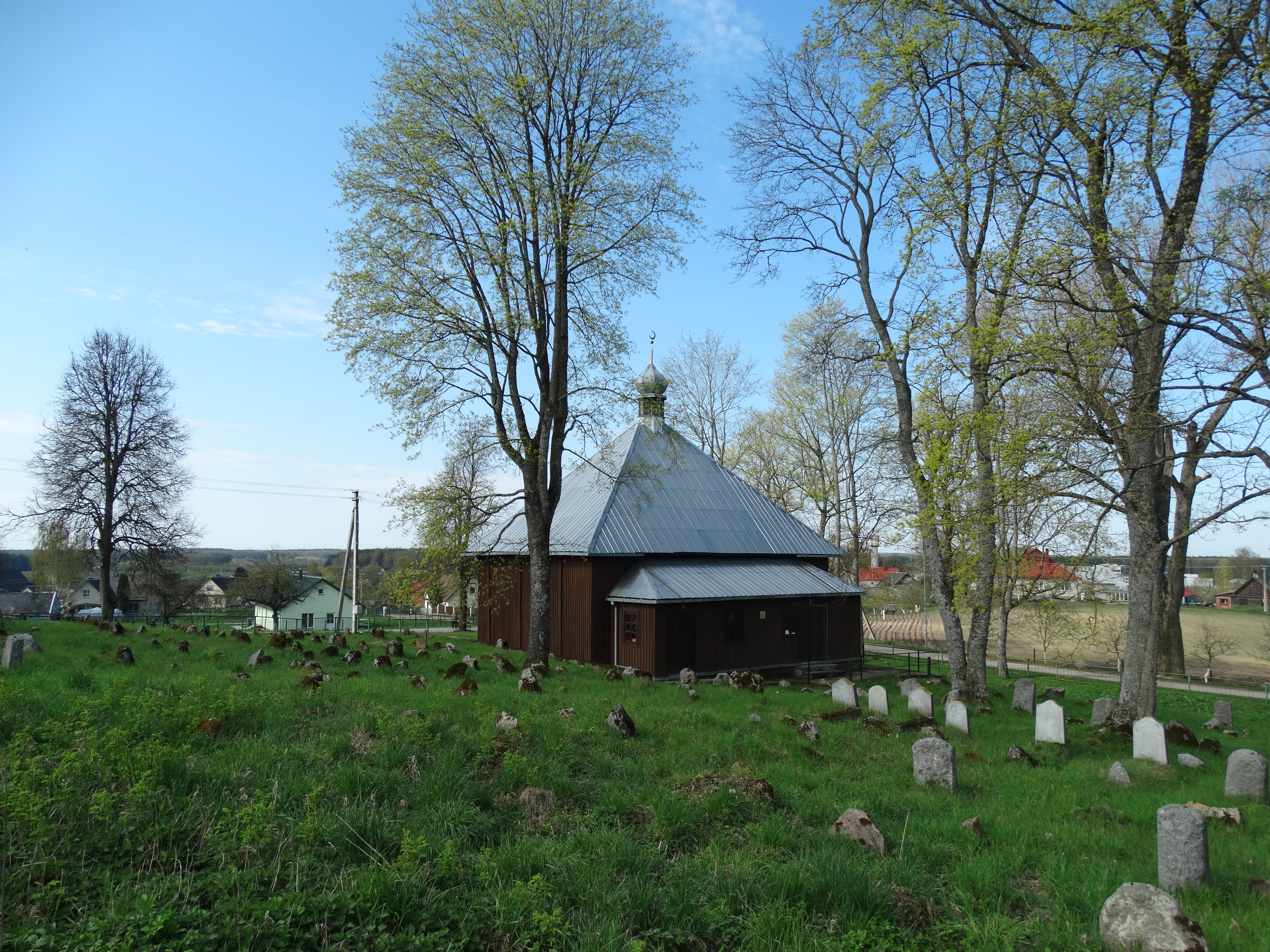
Старое кладбище возле мечети
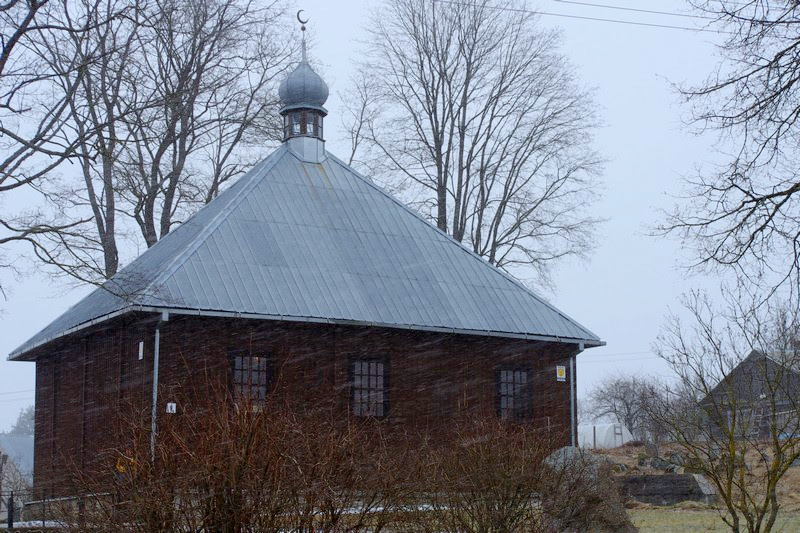
Мечеть в зимнее время